# Marfin Investment Group
Marfin Investment Group este un grup financiar-bancar din Grecia.
Grupul Marfin este unul dintre jucătorii de top din Grecia și are o prezență puternică și în Cipru.
La începutul anului 2007 a fost format grupul Marfin Bank, când Marfin Investment Group a preluat Egnatia Bank și Laiki Bank, cele două entități preluând ulterior identitatea grupului.
Banca-mamă a grupului a fost Marfin Popular Bank din Cipru (deținută tot de Marfin Investment Group).
În urma unei majorări de capital de 5,2 miliarde de euro operate de grup în anul 2007, participația băncii cipriote a fost diminuată semnificativ, devenind minoritară.
La nivel internațional toate subsidiarele au preluat identitatea Marfin.
Doar pe piața elenă banca a păstrat numele Marfin Egnatia Bank.
În octombrie 2006, Egnatia Bank era a opta bancă comercială din Grecia, după active.
Marfin Investment Group este prezent și în România, prin Marfin Bank România, subsidiară a Marfin Egnatia Bank.